# Straatdeuntje
«Straatdeuntje» —en español: «Melodía callejera»— es una canción compuesta por Harry Frekin e interpretada en neerlandés por Bobbejaan Schoepen. Participó en el Festival de la Canción de Eurovisión en 1957, representando a Bélgica.

## Festival de la Canción de Eurovisión 1957
Esta canción fue elegida como representación belga en el Festival de Eurovisión 1956 mediante una final nacional. La orquesta fue dirigida por Willy Berking.
La canción fue interpretada primera en la noche del 3 de marzo de 1957,  seguida por Luxemburgo con Danièle Dupré interpretando «Amours mortes». Finalmente, recibió 5 puntos, quedando en octavo puesto de 10.
Fue sucedida como representación belga en el Festival de 1958 por Fud Leclerc con «Ma petite chatte».
Se dice que Schoepen no sabía qué canción iba a interpretar, que lo supo nada más llegar a Fráncfort del Meno (ciudad sede de esta edición del certamen) e hizo solo un ensayo antes de cantar en el concurso.

## Letra
La canción habla sobre una melodía callejera y su travesía por la calle en la que deambula el cantante.